# Архипята (Балезінський район)
Архипя́та (рос. Архипята) — присілок в Балезінському районі Удмуртії, Росія.

## Населення
Населення — 36 осіб (2010; 38 в 2002).
Національний склад станом на 2002 рік:
- росіяни — 87 %